# Jean-François Viars
Pour les articles homonymes, voir Viars.
Pas d'image ? Cliquez ici

a Compétitions nationales et continentales officielles uniquement.

b Matchs officiels uniquement.
Jean-François Viars, né le 1er janvier 1975 à Aurillac, est un ancien joueur professionnel français de rugby évoluant au poste d'Ailier ou d'Arrière.
Il est le frère de Sébastien Viars et le neveu de Patrick Bonal et de Jean-Marie Bonal.

## Carrière

### En sélection
En juin 2005, il est sélectionné avec les Barbarians français, avec son frère Sébastien Viars, pour aller défier la Western Province à Stellenbosch en Afrique du Sud. Les Baa-Baas s'inclinent 22 à 20.
- Sélections en France "A"

### En tant qu'entraîneur
À l'intersaison précédant la saison 2013-2014, le quotidien régional La Montagne annonce l'arrivée de Jean-François Viars en tant qu'entraîneur du Racing club mauriacois, club cantalien évoluant en Fédérale 3 depuis 2008.
- 2013-2015 : RC Mauriac
- 2015-2017 : Stade ruthénois

## Palmarès

### En club
- Champion de France de Fédérale 1 : 2007